# Dolní Lažany
Dolní Lažany è un comune della Repubblica Ceca facente parte del distretto di Třebíč, nella regione di Vysočina.

## Geografia fisica
I comuni limitrofi sono Horní Lažany, Jakubov e Babice ad ovest, Milatice, Šebkovice, Loukovice, Horní Újezd, Bolíkovice e Čáslavice a nord, Lesŭňky, Bohušice, Popovice e Vacenovice ad est e Vícenice, Lukov, Moravské Budějovice, Blatnice, Litohoř e Kolovraty a sud.

## Storia
La prima menzione scritta del paese risale al 1459.

## Società

### Evoluzione demografica
| Anno        | 1869 | 1880 | 1890 | 1900 | 1910 | 1921 | 1930 |
| ----------- | ---- | ---- | ---- | ---- | ---- | ---- | ---- |
| Popolazione | 247  | 283  | 268  | 253  | 258  | 274  | 245  |

| Anno        | 1950 | 1961 | 1970 | 1980 | 1991 | 2001 |
| ----------- | ---- | ---- | ---- | ---- | ---- | ---- |
| Popolazione | 189  | 176  | 148  | 149  | 147  | 152  |